# Proyecto de pruebas Apolo-Soyuz
La misión Apolo-Soyuz en julio de 1975 fue la última del Programa Apolo y, por otra parte, esta misión logró el primer proyecto conjunto entre dos naciones en el espacio. La idea de este «apretón de manos» espacial se inició tres años antes con el acuerdo firmado por el presidente estadounidense Richard Nixon y el premier soviético Alekséi Kosygin.

## Misión

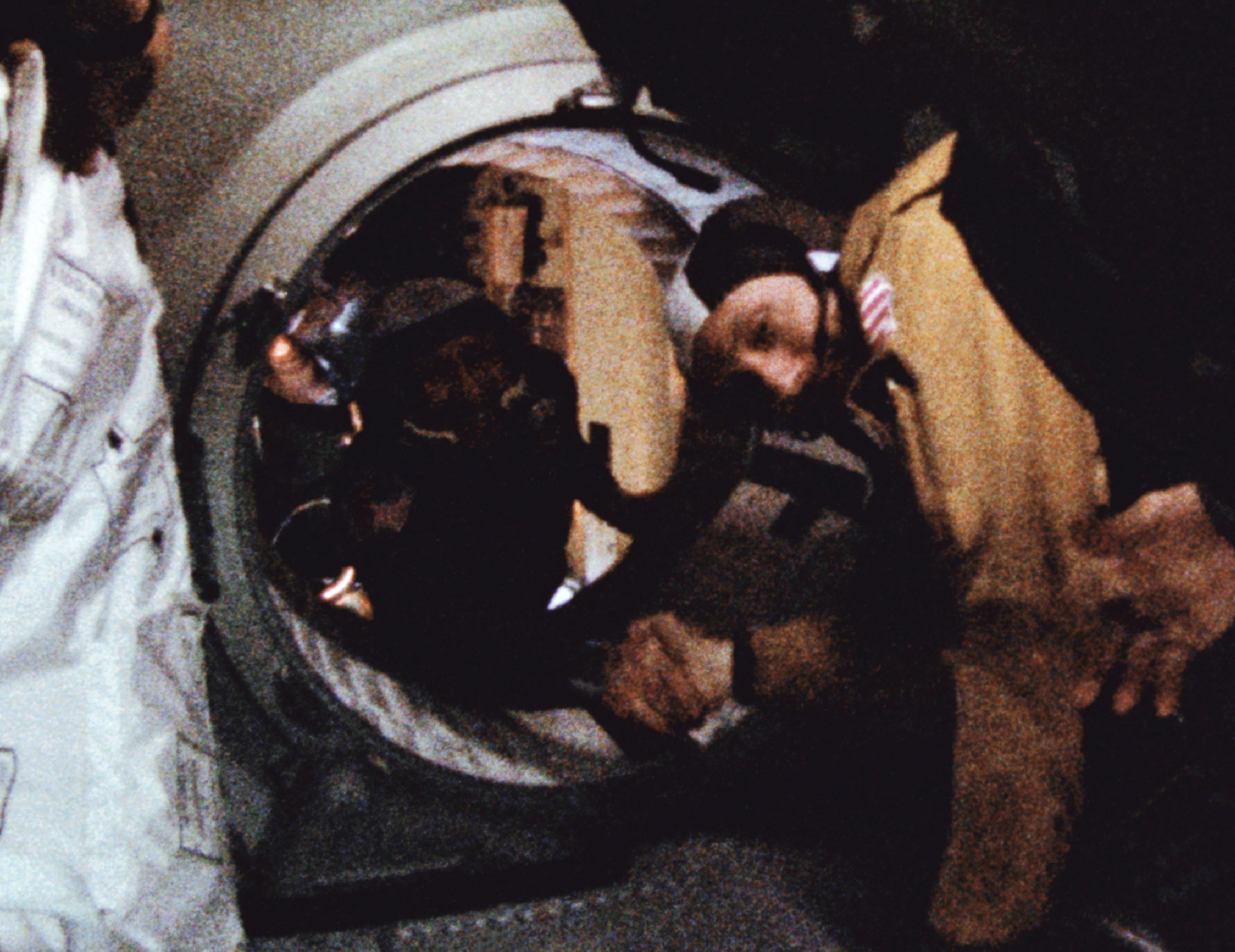
Histórico apretón de manos entre Stafford y Leonov en 1975 tras el acoplamiento

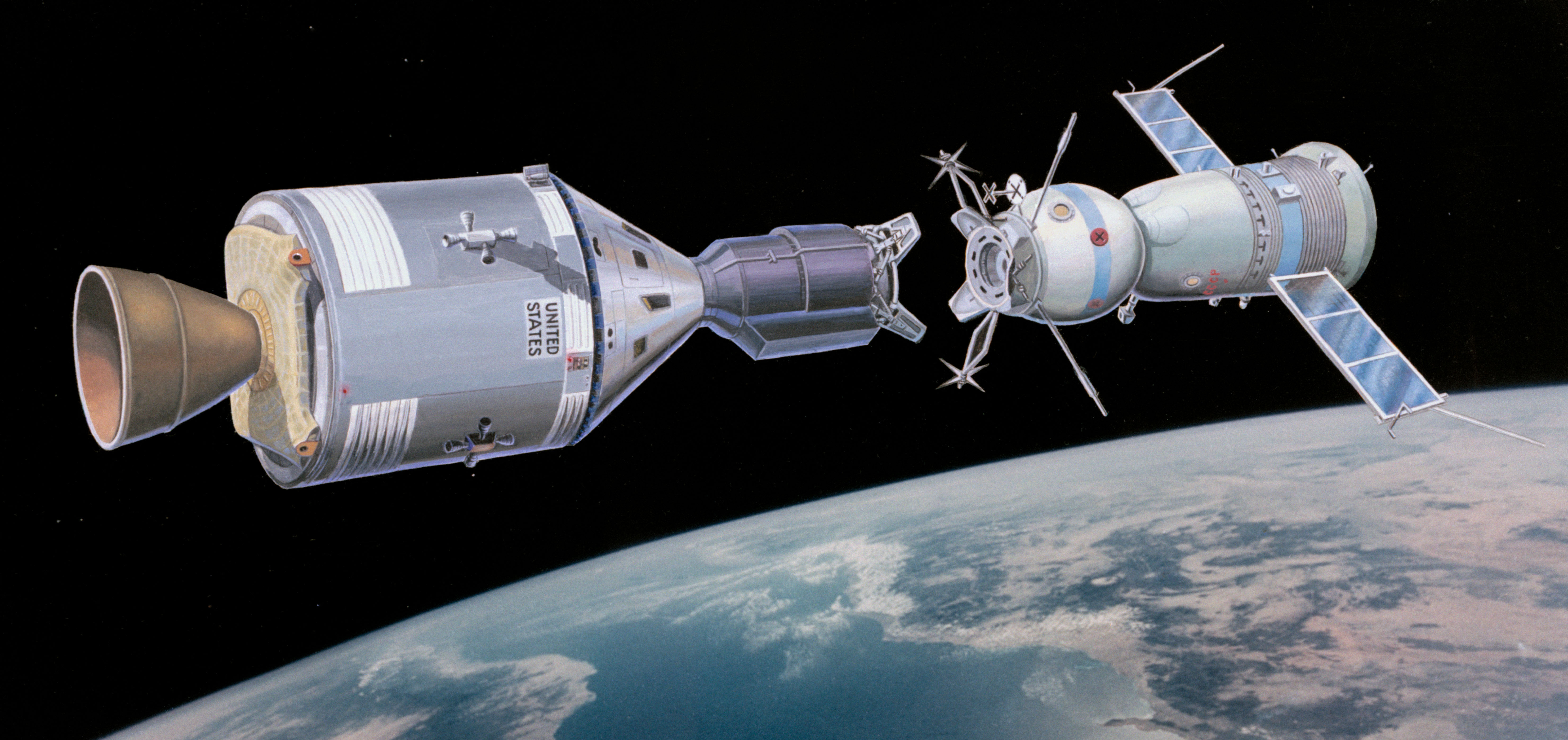
Ilustración artística de la misión.

Del lado de Estados Unidos, los astronautas de esta misión fueron: Thomas Stafford, un veterano de tres vuelos (Gemini 6A, Gemini 9A y Apolo 10), Vance Brand, quien nunca había volado al espacio, y el astronauta del Proyecto Mercury Deke Slayton, el único astronauta original del Grupo de los Siete que nunca había podido volar debido a un problema del corazón. Los astronautas estadounidenses llegaron a órbita a través de la cápsula Apolo.
La Unión Soviética utilizó la cápsula Soyuz, con capacidad para dos personas. Los cosmonautas eran Alexei Leonov, quien era una leyenda por haber sido el primer hombre en realizar un paseo espacial en 1965, y Valeri Kubasov.
Además de la importancia política, la misión Apolo-Soyuz produjo grandes avances técnicos, incluyendo un sistema de acoplamiento común, que tuvo que ser especialmente diseñado así ambas naves podrían acoplarse en órbita. La misión también permitió que ambas naciones conocieran el programa espacial de la otra.
Durante la preparación para el vuelo, los cosmonautas soviéticos y sus compañeros de reemplazo visitaron y se entrenaron en el Centro Espacial Johnson, mientras que los astronautas estadounidenses visitaron Moscú. Los controladores de vuelo de ambas naciones también realizaron simulaciones conjuntas. Aunque la misión Apolo-Soyuz fue un evento único en el tiempo, sirvió para crear un sentimiento de buena voluntad entre ambos países.
La Soyuz y el Apolo fueron lanzados con siete horas de diferencia el 15 de julio de 1975. El acoplamiento se llevó a cabo el día 17 de julio. Tres horas más tarde, Thomas Sttaford y Alexei Leonov intercambiaron el primer apretón de manos internacional a través de la escotilla de la Soyuz.
Las dos naves estuvieron acopladas durante 44 horas, tiempo suficiente para que los astronautas y cosmonautas intercambiaran banderas y regalos (incluyendo tres semillas que fueron plantadas en los dos países), conversaran en ambos idiomas y comieran juntos.  La misión también incluyó maniobras de acoplamiento y desacoplamiento, durante las cuales la Soyuz pasó a ser la nave activa.
Los soviéticos permanecieron en órbita durante cinco días, mientras que los estadounidenses nueve. Durante su estancia en el espacio, los soviéticos también realizaron experimentos de observación de la Tierra.
Como curiosidad científica es de relevancia que el sistema de computadores de la URSS basado en las computadoras BESM-6 y AS-6, finalizaron el procesamiento de los datos de la misión media hora antes que sus colegas de la NASA. [cita requerida]